# Solaris (1968)
Solaris (OT: russisch Солярис Soljaris) ist ein zweiteiliger Fernsehfilm in Schwarz-Weiß, der auf Stanisław Lems Roman Solaris aus dem Jahr 1961 basiert. Das Drehbuch stammt von Nikolai Kemarski, Regisseur war Boris Nirenburg. Produziert wurde der Film vom Zentralen Fernsehen der UdSSR (russisch Центральное телевидение СССР, transkribiert: Zentralnoje telewidenije SSSR). Der Film wurde am 29. Januar 2009 in Russland auf DVD veröffentlicht.

## Handlung

### Teil 1
Der Film beginnt mit dem Start der Rakete Prometheus, die den Wissenschaftler Kris Kelvin zur Station im Orbit des Planeten Solaris bringt. Als er dort ankommt, stellt er fest, dass ihn niemand empfängt. Daher sucht er den Kontrollraum auf und bekommt vom Computer erklärt, dass nicht ein Mensch, sondern ein Computer das Andockmanöver ausgeführt hat. Nun sucht er weiter nach den Wissenschaftlern. Schließlich trifft er auf Doktor Snaut, der ihn zunächst für einen der „Besucher“ hält, bis Kelvin ihm erzählt, dass er von der Erde stammt. Als Kelvin Snaut nach dem Aufenthaltsort seines alten Freunds Gibarian fragt, erzählt Snaut von Gibarians Selbstmord, den dieser aufgrund eines „Besuchers“ beging. Nach Snauts Erklärung ist ein „Besucher“ eine menschliche Gestalt, die von der Oberfläche des Planeten kreiert wird, die bei einem Experiment mit Röntgenstrahlung beschossen wurde. Deshalb gibt es keine Möglichkeit, sich in der Nähe des Planeten dieser „Person“ zu entziehen. Snaut sagt Kelvin voraus, dass auch er einen solchen „Besucher“ haben wird. Als Nächstes besucht Kelvin Sartorius, der sich im Labor im Streit mit seinem „Besucher“ befindet und daher keine Zeit hat, mit Kelvin zu sprechen. Als dieser nun in seine Kabine geht, taucht dort seine Frau Hari auf, die vor einigen Jahren Selbstmord beging. Sie kann sich jedoch nur an die Dinge erinnern, die sie zusammen mit Kelvin unternahm. Kelvin erkennt daher, dass es sich um einen „Besucher“ handelt, und beschließt, sich ihrer zu entledigen. Unter einem Vorwand lockt er sie in eine Raumkapsel und schießt sie in aller Eile ins All, wobei er sich aufgrund nicht geschlossener Türen leichte Verbrennungen zuzieht. Als er in die Kabine zurückkehrt, trifft er dort auf Snaut, der bereits Haris Kleid entdeckt hat, das sie trug, bevor sie den Raumanzug anlegte. Er sagt ihm voraus, dass sie wiederkommen wird. Anschließend treffen sich die drei Wissenschaftler, um über ihr Problem, die „Besucher“, und dessen Lösung zu reden. Sie beschließen, erst einmal den Aufbau der Besucher genauer zu untersuchen, bevor sie sich überlegen, wie man diese am besten wieder loswird. Nach dem Ende der Besprechung kehrt Kelvin in seine Kabine zurück und begegnet dort erneut einem Abbild seiner Frau.

### Teil 2
Als „Hari“ seine Verbrennungen bemerkt, verhält sie sich sehr fürsorglich. So ändert Kris seine Einstellung zu ihr. Er sieht sie nicht länger als Last, sondern sieht es als Wunder, dass sie zurückgekehrt ist. Die Beziehung scheint wieder wie vor Haris Selbstmord zu sein.
Bei einem Videotelefonat am nächsten Morgen erklärt Snaut, dass Sartorius gerne eine Videokonferenz abhalten würde, um das Problem mit diesen „Besuchern“ zu besprechen. Kelvin stimmt zu. Kurz darauf beenden sie die Schaltung, da sich Snaut zuerst um seinen „Besucher“ kümmern muss. Vor der Konferenz erforscht er „Haris“ Blut und entdeckt, dass die Zellen nicht aus Atomen, sondern aus Neutrinos aufgebaut sind. Auf der anschließenden Videokonferenz schlägt Sartorius vor, die „Besucher“, um Zeit zu sparen, als „Ph“ (=Phantoms) zu bezeichnen. Danach berichtet Kelvin seinen Kollegen von seiner Entdeckung. Auf den Einwand hin, wie eine solche Struktur stabilisiert werden soll, antwortet er, dass dies vermutlich durch ein Kraftfeld des Planeten geschieht. So ergibt sich eine Möglichkeit, die Besucher zu zerstören. Allerdings endet die Konferenz vorzeitig, da Sartorius durch seinen „Besucher“ belästigt wird.
Aufgrund eines Albtraums von Kelvin, in dem er „Hari“ beschimpft, stößt sie auf den Abschiedsbrief der echten Hari. Die „Besucherin“ Hari beginnt zu glauben, dass mit ihr etwas nicht stimmt, obwohl Kelvin dies verneint. Am nächsten Morgen besucht Snaut Kelvin in dessen Kabine und wird von Kelvin zuerst „Hari“ vorgestellt. Als sie sich ein wenig von „Hari“ entfernt haben, erzählt Snaut Kelvin, dass er seinen „Besucher“, Snauts Aussage zufolge ebenfalls eine Frau, in den Orbit geschossen hat. Anschließend berichtet er von Sartorius’ Plan, die Gedanken eines Crewmitglieds auf die Oberfläche zu senden, und von seiner Idee, ein Antineutrinofeld in der Station aufzubauen und so die Besucher zu entfernen. Kelvin befindet sich daher in einer Zwickmühle: zum einen möchte er zu seinen Freunden halten, zum anderen „Hari“ nicht verlieren. Am Ende des Gesprächs verlässt Snaut die Kabine, ohne „Hari“ zu grüßen, was diese mit wachsendem Misstrauen bemerkt und sogleich mit Kelvin darüber redet.
Kurz danach überlegen Snaut und Sartorius im Labor wie sie die aus ihrer Sicht problematische Beziehung Kelvins zu „Hari“ beenden können. Snauts Idee dazu ist, „Hari“ in Kelvins Abwesenheit die ganze Wahrheit zu erzählen, da ein Gespräch mit Kelvin seiner Ansicht nach genauso scheitern würde wie bei Gibarian.
Währenddessen sortiert „Hari“ in Kelvins Kabine verschiedene Videokassetten. Dabei fällt ihr eine Kassette auf, die die letzte Botschaft von Kelvins Freund Gibarian und dessen Erkenntnisse zu Solaris enthält. Ohne dass Kelvin von der Kassette etwas weiß, legt sie diese zur Seite. Danach versucht sie Kelvin über Gibarian zu befragen, doch Kelvin blockt ab. Auch ihre Frage, warum sie sich an so wenig erinnern kann, beantwortet er nicht ehrlich.
Als Kelvin schläft, nimmt „Hari“ heimlich die Kassette und Kelvins Abspielgeräte und hört sich außerhalb der Kabine die Aufnahme an, in der sie erfährt, dass die wirkliche Hari tot ist. In ihrer Verzweiflung erschießt sie sich mit Kelvins Pistole. Durch den Schuss wacht Kelvin auf und findet sie scheinbar leblos auf dem Boden. Doch sie erwacht wieder zum Leben und stellt Kelvin zur Rede. Dieser ist nun gezwungen, ihr zu sagen, dass er dafür verantwortlich ist, dass sich Hari das Leben nahm, und dass sie nicht diese Hari ist.
Einen Tag später sucht er das Labor auf und berichtet Snaut, dass „Hari“ nun über alles Bescheid weiß und dass sie die Station verlassen wollen. Auch Snauts Erläuterung, dass „Hari“ in einer gewissen Entfernung wahrscheinlich einfach verschwinden würde, sofern sich das Feld, welches die Struktur der „Besucher“ stabilisiert, im Ozean liegt, bringt ihn nicht davon ab.
Wenig später sucht er zusammen mit Hari das Labor auf. Dort führen Sartorius und Snaut mit Kelvin ein Experiment durch, bei dem dessen Gedanken aufgezeichnet werden. Diese Aufzeichnungen sollen später auf den Planeten geschickt werden, um diesen dazu zu bringen, die Anwesenheit der „Besucher“ zu beenden. Während dieser Aufzeichnung richtet Kelvin die Bitte an den Planeten, Snaut und Sartorius von ihren „Besuchern“ zu befreien, aber „Hari“ am Leben zu lassen. Während Kelvin sich auf das Experiment konzentriert, redet Snaut mit „Hari“, um diese zu einem Gespräch unter vier Augen zu bewegen, wozu sie schließlich einwilligt.
Anschließend schmieden Kelvin und „Hari“ in ihrer Kabine Pläne, was sie auf der Erde tun könnten.
In der Nacht verlässt „Hari“ heimlich die Kabine und besucht Snaut in dessen Labor. Er erklärt ihr, dass der Plan zum Scheitern verurteilt ist, da sie als Geschöpf des Planeten Solaris seine Umgebung nicht verlassen kann, andernfalls würde sie sich in Luft auflösen. Um Kelvin zu helfen, willigt sie schließlich ein, ihr Verschwinden mit Snauts Hilfe möglichst schnell durchzuführen. Zuvor sucht sie aber ein letztes Mal Kelvin auf, der dabei erwacht. Um zu verhindern, dass er das Experiment stören kann, verabreicht sie ihm Schlaftabletten. Bevor sie die Kabine endgültig verlässt, verfasst sie auf Haris Brief einen weiteren Brief, der Kelvin im Anschluss an das gelungene Experiment ein wenig trösten soll.
Nach erfolgreichem Abschluss des Experiments erwacht Kelvin und wird in seiner Verzweiflung über „Haris“ Verschwinden bewusstlos. Als er wieder zu sich kommt, erklären ihm Snaut und Sartorius, was geschah, überreichen ihm „Haris“ Brief und fragen ihn, ob er bleiben möchte, was er nach langem Nachdenken bejaht.

## Unterschiede zur Romanvorlage
Im Gegensatz zum Roman wird im Film die Vorgeschichte der Erforschung des Planeten nicht erzählt, wodurch auch nicht von Flügen zum Planeten und dessen merkwürdiger Oberfläche die Rede ist. Ebenfalls nicht explizit erwähnt werden die Vorgänge auf der Oberfläche des Planeten. Stattdessen ertönen immer wieder merkwürdige Geräusche. Eine weitere Besonderheit ist, dass sich die gesamte Handlung, bis auf den Flug zur Raumstation, innerhalb der Station abspielt. Auch Kelvins Reaktion auf das Auftauchen seiner Frau unterscheidet sich von der im Buch. Während er sich dort für verrückt hält, reagiert er im Film ruhig und versucht sofort, sie loszuwerden, da er bereits weiß, dass auf der Station diese „Besucher“ auftauchen. Ein weiterer Unterschied ist die Art und Weise des versuchten Selbstmordes von „Hari“. Im Roman versucht sie sich mit flüssigem Sauerstoff zu töten; im Film versucht sie es mit einer Pistole zu einem späteren Zeitpunkt, mit dem gleichen Ergebnis wie im Roman, nämlich wieder zum „Leben“ zu erwachen. Darüber hinaus erfährt der Zuschauer nichts Genaues über den „Besucher“ von Sartorius.

## Weitere Verfilmungen
- Solaris, Sowjetunion 1972, Regie: Andrei Tarkowski
- Solaris, USA 2002, Regie: Steven Soderbergh